# Calcio Riccione 1987-1988
Questa pagina raccoglie le informazioni riguardanti il Calcio Riccione nelle competizioni ufficiali della stagione 1987-1988.

## Rosa
| N. |                   | Ruolo | Calciatore           |
| -- | ----------------- | ----- | -------------------- |
|    | Italia (bandiera) | A     | Roberto Barbieri     |
|    | Italia (bandiera) | D     | Oscar Bianchi        |
|    | Italia (bandiera) | A     | Roberto Bidini       |
|    | Italia (bandiera) | D     | Ronald Bresciani     |
|    | Italia (bandiera) | C     | Massimo Bronzetti    |
|    | Italia (bandiera) | C     | Stefano Cappelletto  |
|    | Italia (bandiera) | D     | Fabio Castellani     |
|    | Italia (bandiera) | C     | Stefano Ceci         |
|    | Italia (bandiera) | C     | Pierluigi Cerofolini |
|    | Italia (bandiera) | A     | Francesco Cesarini   |
|    | Italia (bandiera) | C     | Michele Colasanto    |
|    | Italia (bandiera) | A     | Gianni De Rosa       |

| N. |                   | Ruolo | Calciatore           |
| -- | ----------------- | ----- | -------------------- |
|    | Italia (bandiera) | D     | Andrea Ercolani      |
|    | Italia (bandiera) | C     | Stefano Fiori        |
|    | Italia (bandiera) | C     | Cristian Fronzoni    |
|    | Italia (bandiera) | C     | Marcello Gamberini   |
|    | Italia (bandiera) | D     | Fulvio Giovanetti    |
|    | Italia (bandiera) | C     | Floriano Lasi        |
|    | Italia (bandiera) | D     | Marco Mingucci       |
|    | Italia (bandiera) | P     | Graziano Piagnerelli |
|    | Italia (bandiera) | D     | Davide Tentoni       |
|    | Italia (bandiera) | D     | Paolo Ulivi          |
|    | Italia (bandiera) | A     | Massimo Volpini      |
|    | Italia (bandiera) | C     | Alessandro Zaghini   |